# 拓跋沙漠汗
拓跋沙漠汗（3世紀—277年），中國三國後期至西晉初年的索頭部鮮卑人，是南北朝時期北魏所追尊的先祖之一，其父為索頭部領袖拓跋力微，拓跋悉鹿、拓跋綽、拓跋祿官皆為其兄弟，妻封氏、側室蘭氏，拓跋猗㐌、拓跋猗盧、拓跋弗則為其子。《魏書·序記》記載沙漠汗「身長八尺，英姿瑰偉」。261年，受力微所派入曹魏為質子，及西晉代曹魏，沙漠汗仍為質子，直到267年始北返歸國。275年，又至西晉，《資治通鑑》記載此行是為了入貢，然而在將回國時，西晉幽州刺史衛瓘奏請扣留沙漠汗，又用重金賄賂鮮卑各部酋長以挑撥離間。277年，沙漠汗被送回鮮卑部落，然而因沙漠汗在酋長們的宴席中以彈丸擊鳥，被認為已為中原所同化，各部酋長遂向力微進讒言，又因沙漠汗入中原為質的這段期間，力微其餘諸子受寵愛日甚，使得沙漠汗在力微的默許下被各部酋長所殺。沙漠汗被殺後，力微也十分後悔。雖沙漠汗未曾為索頭部首領，但北魏道武帝拓跋珪稱帝時，仍將其追諡為文皇帝。

## 家庭
- 思帝拓跋弗（?-294）
- 桓帝拓跋猗㐌（?-305）
- 穆帝拓跋猗卢（?-316）